# 蘇聯的人口轉移
蘇聯的人口轉移（俄语：Депортации народов в СССР）可分為以下幾大類：驅逐“反蘇”的人口類別，通常被列為工賊，驅逐整個民族，勞動力轉移，組織遷移，並用俄羅斯人來填補種族清洗後的領土。大部分人口转移发生在1930年至1953年间，在斯大林去世后停止。

## 社會團體驅逐出境
在斯大林农业集体化时期，富农被指控為破坏者，不論其國籍大量移居到西伯利亞和中亞，一直持續到1950年初。根據蘇聯檔案，在1930年和1931年間，有1803392人被送到勞動殖民地和營地，其中1317022人到達了目的地。1931年後繼續進行規模較小的驅逐。富農及其親屬在勞動殖民地中死亡的人數為389521。

## 民族安置
民族遷移是斯大林处理問题民族的辦法，通常是發配到西伯利亚与中亚。與以前不同，斯大林是全民族發配，第二次世界大战期間很多民族被指通敌而發配，這深刻地影響了戰後蘇聯的民族分佈版圖。
1932-1936開始驅逐白俄羅斯，烏克蘭和俄羅斯歐洲部分的波兰人、1937年發配高麗人到中亚、1939年蘇聯入侵波蘭後，新征服的波蘭東部1.5萬人被驅逐出境。波罗的海三国也是如此，波羅的海三國成年人口的10％被驅逐出境，或送到勞改營。
第二次世界大戰期間，特別是在1943年至1944年，蘇聯政府進行了一系列的驅逐 。約有一百九十萬人被驅逐到西伯利亞和中亞各共和國。最有名的是克里米亚鞑靼人与車臣人的驅逐。從黑海沿岸地區驅逐其他少數民族包括保加利亞人，希臘人，亞美尼亞人。
戰後東普魯士成为加里寧格勒，人口也被俄羅斯人取代。在原有民族被發配後，俄羅斯人通常很快会填補该地區的人口空虚。这導致了日後的民族問题。

## 勞動力轉移
勞動力轉移有两种，一种是被強逼，另一种是自願的，如處女地運动。